# Batdžargalyn Odchű
Batdžargalyn Odchű nebo Odchű Batdžargal (* 11. března 1977) je bývalý mongolský zápasník.

## Sportovní kariéra
Pochází z ajmagu Chentí z chalchské kočovné rodiny. Od dětství se věnoval tradičnímu mongolskému zápasu böch. V tradičním mongolském zápasu je několikanásobným mistrem svého regionu. Do mongolské samistické a judistické reprezentace byl vybrán koncem devadesátých let dvacátého století. V roce 2000 a 2004 se účastnil soutěží v judu na olympijských hrách.

## Výsledky

### Judo
| Turnaj            | 2000 | 2001           | 2002           | 2003           | 2004           |
| Turnaj            | 23   | 24             | 25             | 26             | 27             |
| Turnaj            |      | polotěžká váha | polotěžká váha | polotěžká váha | polotěžká váha |
| ----------------- | ---- | -------------- | -------------- | -------------- | -------------- |
| Olympijské hry    | úč.  |                |                |                | úč.            |
| Mistrovství světa |      | —              |                | úč.            |                |
| Asijské hry       |      |                | —              |                |                |
| Mistrovství Asie  | 5.   | —              |                | 3.             | 5.             |
| Univerziáda       |      | —              |                | úč.            |                |

### Sambo
| Turnaj            | 1998 | 1999 | 2000 | 2001 | 2002 | 2003 | 2004 |
| Turnaj            | 21   | 22   | 23   | 24   | 25   | 26   | 37   |
| Turnaj            | -90  | -90  | -90  | -100 | -100 | -100 | -100 |
| ----------------- | ---- | ---- | ---- | ---- | ---- | ---- | ---- |
| Mistrovství světa | úč.  | —    | ?    | 3.   | —    | 3.   | úč.  |